# Juliusz Bohdan Gajewski
Juliusz Bohdan Gajewski (ur. w 1952, zm. 22 września 2018) – polski specjalista zakresie budowy i eksploatacji maszyn, prof. dr hab. inż.

## Życiorys
Urodził się w 1952 roku. 25 maja 1998 uzyskał habilitację na podstawie rozprawy zatytułowanej Elektrostatyczna, bezkontaktowa metoda ciągłego pomiaru strumienia masy i średniej prędkości w przepływach dwufazowych gaz-ciało stałe, a 7 sierpnia 2012 tytuł naukowy profesora nauk technicznych. Pełnił funkcję profesora nadzwyczajnego Katedry Inżynierii Kriogenicznej, Lotniczej I Procesowej oraz w Instytucie Cieplnej i Mechaniki Płynów na Wydziale Mechanicznym i Energetycznym Politechniki Wrocławskiej.
Zmarł 22 września 2018. Pochowany na Cmentarzu św. Wawrzyńca we Wrocławiu.

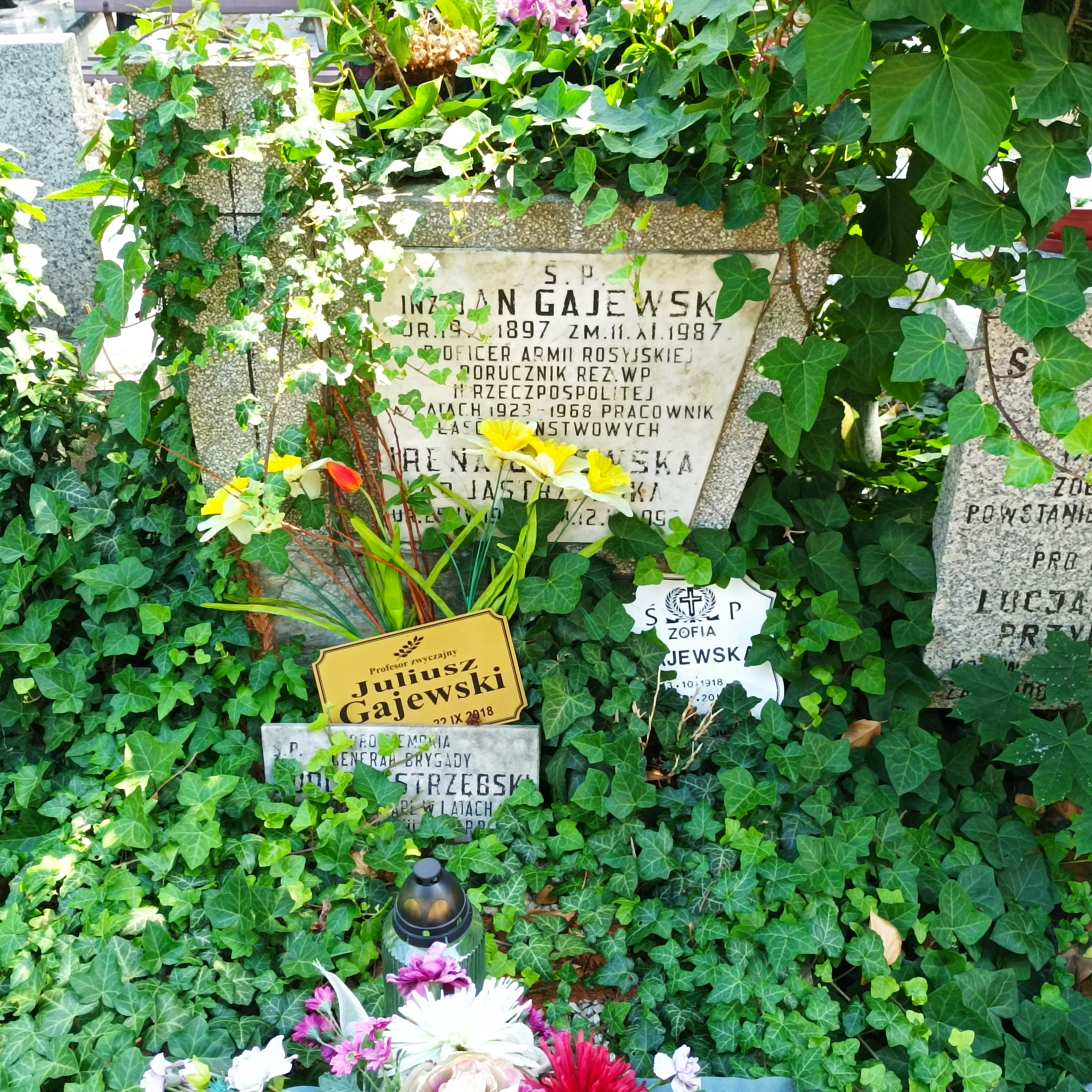
Grób prof. Juliusza Bohdana Gajewskiego na cmentarzu św. Wawrzyńca we Wrocławiu

## Odznaczenia
- Złoty Medal za Długoletnią Służbę[1]
- Złoty Krzyż Zasługi[1]
- Złota Odznaka Politechniki Wrocławskiej[1]